# Saison 1999-2000 de l'Élan sportif chalonnais
Saison 1999-2000 de l'Élan chalon en Pro A, avec une huitième place pour sa quatrième saison dans l'élite.

## Effectifs
| Nationalité | Joueur             | Taille |
| ----------- | ------------------ | ------ |
|             | Keith Gatlin       | 1,94 m |
|             | Andre Owens        | 1,98 m |
|             | Maurice Beyina     | 1,98 m |
|             | Mickael Hay        | 1,78 m |
|             | Stéphane Ostrowski | 2,05 m |
|             | David Robinson     | 2,06 m |
|             | Cédric Mélicie     | 1,98 m |
|             | Sacha Giffa        | 1,97 m |
|             | Jimmy Nebot        | 2,05 m |

| Nationalité | Joueur               | Taille |
| ----------- | -------------------- | ------ |
|             | Thomas Dubiez        | 1,95 m |
|             | Cédric Vaudelin      | 1,92 m |
|             | Steed Tchicamboud    | 1,85 m |
|             | Jerry Scroffernecher | 2,00 m |

| Nationalité | Joueur                  | Taille |
| ----------- | ----------------------- | ------ |
|             | Heshimu Evans (pigiste) | 1,97 m |
|             | Jerome Harmon (pigiste) | 1,93 m |
|             | Jeff Capel (pigiste)    | 1,93 m |

## Matchs

### Matchs amicaux
Avant saison
- Pau-Orthez / Chalon-sur-Saône : 65-65 (à Tarbes)
- Pau-Orthez / Chalon-sur-Saône : 91-72 (à Anglet)
- Roanne / Chalon-sur-Saône : 68-81 (Tournoi de Roanne)
- Chalon-sur-Saône / Antibes : 84-73 (Tournoi de Roanne)
- Chalon-sur-Saône / Dijon : 67-66 (Tournoi de Roanne)
- Chalon-sur-Saône / Efes Pilsen Istanbul  : 62-83 (à Bormio, Italie)
- Reggio de Calabre  / Chalon-sur-Saône : 61-78 (à Bormio, Italie)
- Sassari  / Chalon-sur-Saône : 81-82 (à Bormio, Italie)
- Chalon-sur-Saône / Bourg-en-Bresse : 60-56 (à Prissé)
- Chalon-sur-Saône / ALBA Berlin  : 83-73 (Tournoi de Nancy)
- Nancy / Chalon-sur-Saône : 61-70 (Tournoi de Nancy)
- Chalon-sur-Saône / Dijon : 64-59 (Tournoi de Bourgogne)
- Chalon-sur-Saône / Nancy : 79-71 (Tournoi de Bourgogne)
- Villeurbanne / Chalon-sur-Saône : 69-65 (à Andrézieux)

### Championnat

#### Matchs aller
- Limoges / Chalon-sur-Saône : 83-76
- Chalon-sur-Saône / Strasbourg : 59-67
- Gravelines / Chalon-sur-Saône : 55-76
- Cholet / Chalon-sur-Saône : 74-58
- Chalon-sur-Saône / Villeurbanne : 70-78
- Évreux / Chalon-sur-Saône : 67-78
- Chalon-sur-Saône / Antibes : 80-68
- Montpellier / Chalon-sur-Saône : 74-83
- Chalon-sur-Saône / Le Mans : 69-74
- Besançon / Chalon-sur-Saône : 74-61
- Chalon-sur-Saône / Pau-Orthez : 71-74
- Châlons-en-Champagne / Chalon-sur-Saône : 73-84
- Chalon-sur-Saône / Dijon : 86-71
- Nancy / Chalon-sur-Saône : 66-73
- Chalon-sur-Saône / Paris : 81-67

#### Matchs retour
- Strasbourg / Chalon-sur-Saône : 72-80
- Chalon-sur-Saône / Gravelines : 96-69
- Chalon-sur-Saône / Cholet : 72-58
- Villeurbanne / Chalon-sur-Saône : 62-73
- Chalon-sur-Saône / Évreux : 90-74
- Antibes / Chalon-sur-Saône : 66-58
- Chalon-sur-Saône / Montpellier : 82-53
- Le Mans / Chalon-sur-Saône : 71-67
- Chalon-sur-Saône / Besançon : 74-63
- Pau-Orthez / Chalon-sur-Saône : 65-57
- Chalon-sur-Saône / Châlons-en-Champagne : 90-70
- Dijon / Chalon-sur-Saône : 69-68
- Chalon-sur-Saône / Nancy : 66-82
- Paris / Chalon-sur-Saône : 75-71
- Chalon-sur-Saône / Limoges : 58-64

Extrait du classement de Pro A 1999-2000